# Музыка эпохи романтизма
Музыка эпохи романтизма — эпоха в истории европейской профессиональной музыки, охватывающая в основном конец первой четверти XIX — первое десятилетие XX веков.

## Эпоха Романтизма
Музыкальный романтизм является прямым наследником классицизма, который непосредственно «перешёл» в романтизм в процессе развития композиторского мышления, оркестрового стиля, музыкальной драматургии, системы выразительных средств, смены круга музыкальных образов. Это наиболее ярко выразилось в творчестве Бетховена и его младшего современника Шуберта, которого обычно и считают первым романтиком. Возникновению романтизма особенно способствовали события Великой французской революции, что было особенно акцентировано в светском музыкознании (и повлияло на периодизацию истории музыки).

Симптоматичным для этой эпохи стало появление типа свободного художника — музыканта, не связанного узами светской или церковной службы (не следует путать с одноименным званием выпускников российских императорских консерваторий). Обычно первым из них называют Бетховена (хотя на самом деле первым был Вольфганг Амадей Моцарт, сознательно оставивший пост при зальцбургском дворе и приобретший независимое положение).

## Основные черты
Наиболее важной чертой романтической музыки считается непосредственное выражение мира человеческих чувств, свобода самовыражения, не ограниченного рамками условностей. Это связано с большей насыщенностью музыкального языка, преодолением классических нормативов. Особенно заметны изменения, отметившие романтическую гармонию и состав симфонического оркестра.
Изменился и жанровый круг. Основополагающие классические жанры — соната, симфония, опера — не покинули композиторскую и исполнительскую практику, но приобрели иную структуру. Все усиливающаяся тенденция к объединению частей цикла, появлению конкретных и неразрывных связей между ними, привела к преобразованию циклических форм в крупные одночастные. Таким образом, появились одночастные жанры романтической сонаты (часто упоминаемый пример — соната h-moll Листа), симфонической поэмы. Аналогичная тенденция привела к частичному вырождению номерной структуры оперного спектакля: вместо чередования четко ограниченных арий, речитативов, ансамблей, хоров, оркестровых номеров был введен иной принцип — смены друг другом протяжённых сцен, не членящих оперный акт так явно, но способствующих непрерывности протекания действия (пример — значительная часть опер XIX (как и XX) века). В романтическую эпоху (но значительно позже одночастной сонаты и симфонической поэмы) появилась и одноактная опера (в числе наиболее ранних примеров — опера Чайковского «Иоланта», все оперы Рахманинова (за исключением неоконченной «Монны Ванны»)).
Большое развитие получил жанр миниатюры. На первый план выдвинулись жанры, ранее не существовавшие или не нашедшие важного места в профессиональной музыке. Среди них — открытые или возрождённые Шопеном полонез, мазурка, прелюдия, этюд (наряду с Листом и другими романтиками Шопен реформировал этот жанр, до того принадлежавший лишь педагогической практике и ограничивающийся лишь проблемами исполнительской техники), баллада и другие. Часто миниатюры объединялись в циклы (такие как «Лесные сцены» Шумана, «Времена года» Чайковского). Нередко циклы разрастались до весьма крупных размеров (например, «Годы странствий» Листа — макроцикл, состоящий из нескольких циклов пьес). Стремление придать циклической форме единство стало типичным. Показателен «Карнавал» Шумана, состоящий из пьес, объединённых звуковым составом начальной интонации (которая варьируется на его протяжении), содержащей в зашифрованном виде некоторые детали из биографии композитора, или «Картинки с выставки» Мусоргского, где регулярно (в изменённом виде) возвращается целая пьеса — «Прогулка», открывающая цикл.
Вокальная музыка, кровно связанная с выражением человеческих чувств и противопоставлением одного человека (лирического героя) людской массе или же року, объективной жизненной необходимости (как и фортепианная музыка, а также solo оркестровых инструментов), приобрела особую роль. Песни и романсы входят в круг первостепенных интересов романтиков — от Шуберта и Шумана до Веберна, Шенберга, Шостаковича, Стравинского, преодолевших влияния романтизма и далеко ушедших за его пределы. Возникает даже явление песенного симфонизма, воплощенного многими композиторами — от Шуберта до Брамса, Чайковского, Малера.

## Периодизация
В музыкальной историографии западноевропейский романтизм условно подразделяют на три периода: ранний, зрелый и поздний.
Ранний романтизм связан с классицизмом. Наиболее выдающиеся его представители — Шуберт, Вебер, Паганини, Россини, Шпор и другие. Среди деятелей зрелого романтизма — Шуман, Шопен, Лист, Берлиоз, Алькан. Поздний представлен творчеством Вагнера, Брамса, Брукнера, Малера, Рихарда Штрауса и множества других композиторов.
В истории российской романтической музыки такое разделение осуществить труднее: начальный период связан с деятельностью Глинки и Даргомыжского (а также Алябьева, Варламова, Гурилева и др.), но границы дальнейших определить сложно. В частности, начальные творческие опыты Римского-Корсакова непосредственно определялись исканиями «Могучей кучки» — кружка, в который входили Балакирев, Римский-Корсаков, Мусоргский, Бородин и Кюи (название произошло из статьи Владимира Васильевича Стасова и было скоро подхвачено). Но его последние оперы («Кащей», «Золотой петушок») целиком принадлежат эпохе модернизма и не могут быть от неё отделены. Это одна из причин, по которым российский романтизм рассматривается отдельно от европейского.

## В России
В силу множества объективных причин, начало широкого распространения композиторской деятельности, домашнего музицирования, концертных выступлений и театральных спектаклей — то есть музыкальной жизни России в современном понимании — приходится в основном на XIX век (по крайней мере, её положение в музыкальном мире в начале XIX и XX веков отличается разительно). В течение столетия сформировалась разветвленная композиторская школа, приобрело большое развитие домашнее музицирование и профессиональное исполнительство; началось формирование дирижёрской школы, уже предоставляла большое поле для исследования история критической мысли (среди выдающихся критиков — Одоевский, Серов, Стасов, Ларош и другие). Зарождалась и музыковедческая школа — одна из крупнейших в мире. Были открыты первые консерватории (Петербургская, 1862; Московская, 1866).
Первенцем российской композиторской школы стал Михаил Глинка, чьи оперы — «Жизнь за царя» («Иван Сусанин») и «Руслан и Людмила», встав в ряд наиболее важных явлений мирового музыкального театра, как бы очертили круг творческих исканий отечественных композиторов-романтиков — интерес к трагическим и героическим страницам истории России, эпическому и фантастическому началам, другим странам и культурам.
В дальнейшем произошло формирование петербургской и московской композиторских школ. Первая ведет родословную от деятелей «Могучей кучки», родоначальником второй стал Пётр Чайковский — выпускник Петербургской консерватории и один из первых профессоров Московской консерватории.
В конце XIX и начале XX века российская школа выдвинула композиторов (московская — Скрябин, петербургская — Стравинский), которые, наряду с некоторыми западными музыкантами, коренным образом повлияли на музыкальное мышление Европы, завершив романтическую эпоху.

## Инструментарий
В эпоху романтизма получила огромное значение фортепианная музыка. Стремительное развитие фортепиано как инструмента, предоставляющего неограниченные возможности для сольного исполнительства, ансамблевой игры, развития концертных и синтетических жанров пришлось как раз впору для романтиков, повсеместно расширявших границы музыкального творчества. Становлению различных профессиональных школ фортепианной игры в Европе (немного позднее и в России) сопутствовал всплеск домашнего и салонного музицирования.
С другой стороны, стремление к индивидуализации высказывания вызвало интерес к сольной камерной вокальной музыке — песне, романсу, балладе и другим жанрам. Круг образов, подвластных песенно-романсовым жанрам, оказался огромным. Приобрели немалое значение камерные хоры (a cappella и с сопровождением), вокальные ансамбли.
В то же время сильно развивался романтический оркестр. Все более расширяющийся его состав, появление видовых инструментов (таких как флейта-пикколо, басовый кларнет и др.), развитие диапазона и возможностей деревянных и медных духовых (а с тем и исполнительской техники), возможность введения большого числа ударных инструментов (а также фортепиано, органа и пр.) привели к громадному развитию симфонического оркестра. Среди крупнейших новаторов в этой области можно назвать Берлиоза, Вагнера, Листа, Малера, Глинку, Римского-Корсакова, Скрябина и многих других.
В связи с неослабевающим интересом к камерному (в том числе домашнему) музицированию находится традиция создания камерных ансамблей. Ансамблевая музыка романтиков — от Шуберта до Брамса, от Глинки до Рахманинова — стала неотъемлемой частью европейской и российской культуры.

## Жанры
Некоторые жанры, встречающиеся в романтической музыке для различных инструментов и исполнительских составов:
Камерные инструментальные (в том числе фортепианные)
- названия по числу исполнителей (трио, квартет, септет, октет и др.);
- названия по основному музыкальному темпу сочинения (адажио, ларго, Allegretto и др.);
- названия, производные от слова «пьеса» (детские пьесы, фантастические пьесы и др.);
- соната;
- вариации, тема с вариациями;
- парафраз;
- фантазия;
- рондо;
- романс;
- песня;
- мазурка;
- полонез;
- этюд и производные названия (симфонические этюды, этюд-картина и др.);
- прелюдия;
- вальс;
- экспромт;
- скерцо;
- баллада;
- поэма;
- ноктюрн;
- полишинель;
- мелодия;
- баркарола;
- колыбельная;
- тарантелла;
- болеро;
- галоп;
- фуга, фугетта;
- экосез;
- канон;
- бурре;
- марш;
- гавот;
- сарабанда;
- жига;
- менуэт;
- интермеццо;
- токката;
- арабеска;
- эскиз;
- серенада;
- листок из альбома;
- рапсодия;
- чардаш;
- хоральная прелюдия.

Камерные вокальные; хоровые (a cappella и с клавирным или ансамблевым сопровождением)
- ансамблевые, называемые по числу исполнителей (дуэт, квартет и др.);
- романс;
- песня и производные названия (духовная песня, гусарская песня и др.);
- баллада;
- стихотворение;
- напев;
- лидершпиль;
- хор;
- месса и производные названия (напр. каноническая месса);
- ритурнель;
- мотет;
- изречение;
- псалом.

Оркестровые (в том числе концертные)
- симфония;
- симфоническая поэма;
- увертюра;
- серенада;
- скерцо;
- вариации;
- фантазия;
- концерт для солирующего инструмента или ансамбля с оркестром, производные названия (напр. концертное аллегро), концертштюк.

Театральные
- опера, оперная сцена, музыкальная драма;
- балет и балетная сцена;
- музыка к драматическому спектаклю.

Вокально-симфонические
- оратория;
- кантата;
- месса и производные названия (напр. коронационная месса);
- сцена (сцены);
- песня и производные названия (песня свободы, рождественская песня и др.);
- реквием и производные названия (напр. «Немецкий реквием»);
- поэма и производные названия (напр. драматическая поэма);
- нения;
- сказка;
- баллада;
- другие жанры для различных исполнительских составов.

## Главные представители

### В странах Европы
Австрия
- Карл Черни (1791—1858)
- Франц Шуберт (1797—1828)
- Иоганн Штраус I (1804—1849)
- Ференц Лист (1811—1886)
- Антон Брукнер (1824—1896)
- Иоганн Штраус II (1825—1899)
- Густав Малер (1860—1911)

Германия
- Эрнст Теодор Амадей Гофман (1776—1822)
- Людвиг Шпор (1784—1859)
- Карл Мария Вебер (1786—1826)
- Феликс Мендельсон (1809—1847)
- Роберт Шуман (1810—1856)
- Рихард Вагнер (1813—1883)
- Иоганнес Брамс (1833—1897)

Италия
- Никколо Паганини (1782—1840)
- Джоаккино Россини (1792—1868)
- Гаэтано Доницетти (1797—1848)
- Винченцо Беллини (1801—1835)
- Джузеппе Верди (1813—1901)
- Джакомо Пуччини (1858—1924)

Франция
- Даниэль Обер (1782—1871)
- Джакомо Мейербер (1791—1864)
- Гектор Берлиоз (1803—1869)
- Шарль Валантен Алькан (1813—1888)
- Жак Оффенбах (1819—1880)
- Сезар Франк (1822—1890)
- Камиль Сен-Санс (1835—1921)
- Жорж Бизе (1838—1875)
- Габриель Форе (1845—1924)

Польша
- Фридерик Шопен (1810—1849)
- Станислав Монюшко (1819—1872)
- Кароль Шимановский (1882—1937)

Чехия
- Бедржих Сметана (1824—1884)
- Антонин Дворжак (1841—1904)

Йозеф Богуслав Фёрстер (1859-1951)
Норвегия
- Уле Булль (1810—1880)
- Эдвард Григ (1843—1907)

Финляндия
- Ян Сибелиус (1865—1957)